# IBM Db2
« DB2 » redirige ici. Pour les autres significations, voir DB2 (homonymie).
 (septembre 2012).
Si vous disposez d'ouvrages ou d'articles de référence ou si vous connaissez des sites web de qualité traitant du thème abordé ici, merci de compléter l'article en donnant les références utiles à sa vérifiabilité et en les liant à la section « Notes et références ».
Db2 est l'un des systèmes de gestion de base de données propriétaire d'IBM, qui avec Informix, Netezza (en) et solidDB (en) constituent le socle de la division Information Management. Il utilise le langage SQL tout comme Oracle, PostgreSQL ou MySQL. Il est déployé sur les Mainframes, systèmes UNIX, Windows, macOS et Linux. Il existe également une version allégée pour les ordinateurs de type Palm.
La version originelle, lancée au début des années 1980, est celle qui tourne sur les System z. En 2011, 99,9 % des sites IBM Mainframe utilisent Db2 for z/OS. La version fonctionnant sur Linux/Unix/Windows, appelée quant à elle Db2 LUW, partage le même code source écrit en langage C. La première version tournant sur Windows a été lancée à la fin des années 1990. Bien que sur la philosophie les deux versions se rejoignent, sur la pratique tout diffère.
En Java, Db2 peut être utilisé de façon transparente avec le standard Java Data Objects (JDO).
La dernière version Db2 for z/OS, sortie en octobre 2016, est la version 12.
La dernière version Db2 LUW, Express-C, sortie le 15 juin 2016, est la version 11.1.